# Knarsdale
 (février 2024).
Knarsdale est une ancienne paroisse civile et un village du Northumberland, en Angleterre.